# Illjuminacija
Illjuminacija (in russo Иллюминациа?) è il secondo album in studio del duo musicale bielorusso NAVI, pubblicato il 20 gennaio 2017. L'album, contenente 8 brani in lingua bielorussa, include Historyja majho žyccja, la canzone che ha rappresentato la Bielorussia all'Eurovision Song Contest 2017.

## Tracce
1. Krasočnym – 3:50
2. Zima – 4:25
3. Historyja majho žyccja – 3:02
4. Chutkimi dumkami – 3:05
5. Ne pakidaj – 4:47
6. Bjažy – 3:34
7. Kolybel'naja – 3:45
8. Stop-kadr – 4:13